# Eugen-Heinrich Bleyer
Eugen-Heinrich Bleyer (ur. 20 listopada 1896, zm. 18 marca 1979) – niemiecki wojskowy, generalleutnant. Bleyer poddał się oddziałom jugosłowiańskim w 1945, w 1949 r. skazany został na karę śmierci. Wyrok zamieniono jednak na 18 lat pozbawienia wolności, więzienie opuścił w 1952 roku.

## Odznaczenia
- Krzyż Rycerski Krzyża Żelaznego (1941)
- Krzyż Oficerski Orderu Zasługi Republiki Federalnej Niemiec (1967)